# Eterna graça
Eterna Graça é o primeiro álbum de estúdio do grupo Ellas, lançado pela MK Music em agosto de 2001.

## Faixas
1. ABC (Roberta Lima)
2. Louvar Seu Nome (Wagner Carvalho)
3. Não Diga (Roberta Lima e Alex Falcão)
4. Vem Comigo (Wagner Carvalho e Davi)
5. Um Coração (Roberta Lima)
6. Sempre Ao Amanhecer (Wagner Carvalho)
7. O Que Fazer (Betânia Lima)
8. Deus Meu (Kleber Lucas)
9. Só Por Amor (José Roberto Tobias, Roberta e Betânia Lima)
10. Vida (Valéria Lima)
11. Eterna Graça (Valéria Lima)
12. Vencedor (Wagner Carvalho)
13. Jesus Cristo (José Roberto Tobias)

## Clipes
- ABC
- Vem comigo